# Trymalium myrtillus
Trymalium myrtillus är en brakvedsväxtart. Trymalium myrtillus ingår i släktet Trymalium och familjen brakvedsväxter.

## Underarter
Arten delas in i följande underarter:
- T. m. myrtillus
- T. m. pungens